# Kroatiska folkpartiet – liberaldemokraternas ungdom
Kroatiska folkpartiet – liberaldemokraternas ungdom (kroatiska: Mladi Hrvatske narodne stranke - Liberalni demokrati, förkortat Mladi HNS-a) är ett liberalt ungdomsförbund i Kroatien. Dess moderparti är det liberala Kroatiska folkpartiet – liberaldemokraterna. Det långa namnet beror på en sammanslagning mellan det Kroatiska folkpartiet (Hrvatska narodna stranka) och Liberaldemokraterna (Liberalni demokrati) år 2005. Ungdomsförbundet grundades år 2001 och är idag Kroatiens största. Ordförande heter Zvonimir Klobučar.

## Ideologi
Förbundets program baseras på liberala värden som respekt och erkännande av mänskliga rättigheter, rättsstyre, jämlika kulturella och utbildningsmässiga möjligheter, strävan efter ett pluralistiskt och öppet samhälle, separation mellan stat och kyrka, marknadsekonomi med en flexibel arbetsmarknad och hållbar utveckling. Förbundet är EU-positivt.

## Medlemskap
Förbundet är fullvärdig medlem i de internationella liberala paraplyorganisationerna International Federation of Liberal Youth (IFLRY), Liberal Youth Movement of the European Community (LYMEC) och Balkans Liberala Nätverk (ISEEL). Föreningen samarbetar även bilateralt med flera liberala organisationer i Kroatien, Europa och världen. En av deras främsta samarbetspartner är Friedrich Naumannstiftelsen.